# سیارک ۱۰۴۳۶
سیارک ۱۰۴۳۶ (به انگلیسی: 10436 Janwillempel، نامگذاری:6073P-L) ده هزار و چهارصد و سی و ششمین سیارک کشف شده‌است که در ۲۴ سپتامبر ۱۹۶۰ کشف شد.
قدر مطلق سیارک برابر ۱۳٫۸۰ است.